# Личный секретарь Папы римского
Личный секретарь Папы римского (итал. Segretario particolare del sommo pontefice) — церковная должность в Папском доме, и тот, кто её занимает помогает Папе на религиозных службах, в текущем административном управлении и на него возложена задача по организации папских встреч и аудиенций. Личный секретарь Папы римского в обязательном порядке должен быть членом духовенства, и в большинстве случаев это молодые священники, принадлежащие к секулярному духовенству. С 1970 года в помощь личному секретарю также добавлен был второй секретарь. 
Ниже представлены имена всех личных секретарей римских пап с 1903 года по сегодняшний день:

## Личные секретари Папы римского
| #  | Личный секретарь           | Папа римский   | Годы      |
| -- | -------------------------- | -------------- | --------- |
| 1  | Джованни Брессани          | Пий X          | 1903—1914 |
| 2  | Аттильо Бьянки             | Бенедикт XV    | 1914—1922 |
| 3  | Карло Конфалоньери         | Пий XI         | 1922—1939 |
| 4  | Роберт Ляйбер              | Пий XII        | 1939—1958 |
| 5  | Лорис Франческо Каповилла  | Иоанн XXIII    | 1958—1963 |
| 6  | Паскуале Макки             | Павел VI       | 1963—1978 |
| 7  | Диего Лоренци              | Иоанн Павел I  | 1978      |
| 8  | Станислав Дзивиш           | Иоанн Павел II | 1978—2005 |
| 9  | Георг Генсвайн             | Бенедикт XVI   | 2005—2013 |
| 10 | Альфред Ксереб             | Франциск       | 2013—2014 |
| 11 | Фабиан Педаккьо            | Франциск       | 2014—2019 |
| 12 | Гонсало Эмилиус            | Франциск       | 2020—2023 |
| 13 | Даниэль Пеллисон           | Франциск       | 2023—2025 |
| 14 | Эдгард Иван Римайкуна Инга | Лев XIV        | 2025—     |

## Вторые личные секретари Папы римского
| # | Личный секретарь        | Папа римский                            | Годы      |
| - | ----------------------- | --------------------------------------- | --------- |
| 1 | Джон Мэджи              | Павел VI, Иоанн Павел I, Иоанн Павел II | 1970—1982 |
| 2 | Эмери Кабонго Канундови | Иоанн Павел II                          | 1982—1987 |
| 3 | Винсент Чан Нгок Тху    | Иоанн Павел II                          | 1988—1996 |
| 4 | Мечислав Мокшицкий      | Иоанн Павел II, Бенедикт XVI            | 1996—2007 |
| 5 | Альфред Ксереб          | Бенедикт XVI                            | 2007—2013 |
| 6 | Фабиан Педаккьо         | Франциск                                | 2013—2014 |
| 7 | Йоаннис Лахци Джаид     | Франциск                                | 2014—2020 |
| 8 | Фабио Салерно           | Франциск                                | 2020—2025 |

## Галерея

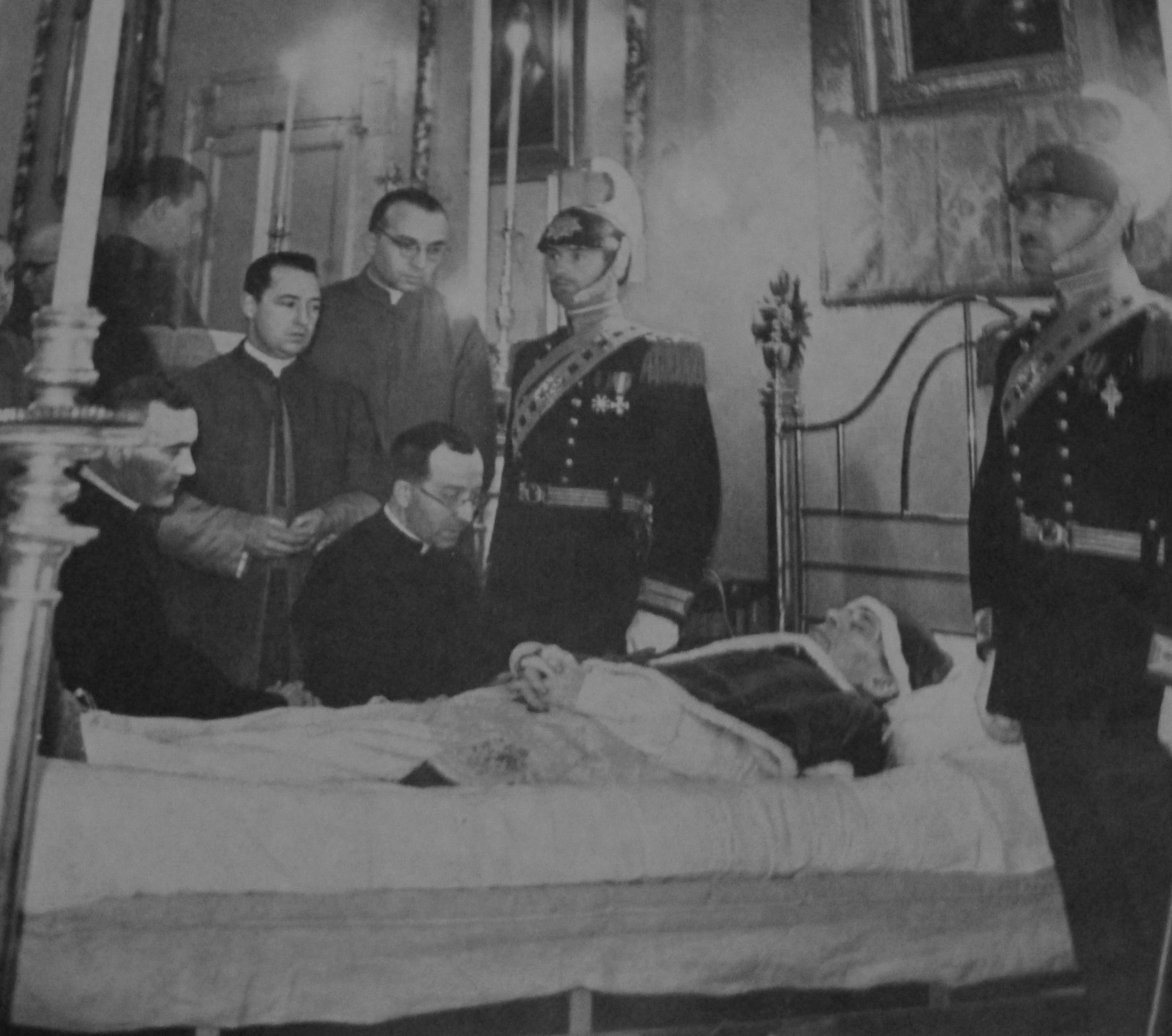
Карло Конфалоньери и Диего Венини (на коленях) при кончине Папы Пия XI
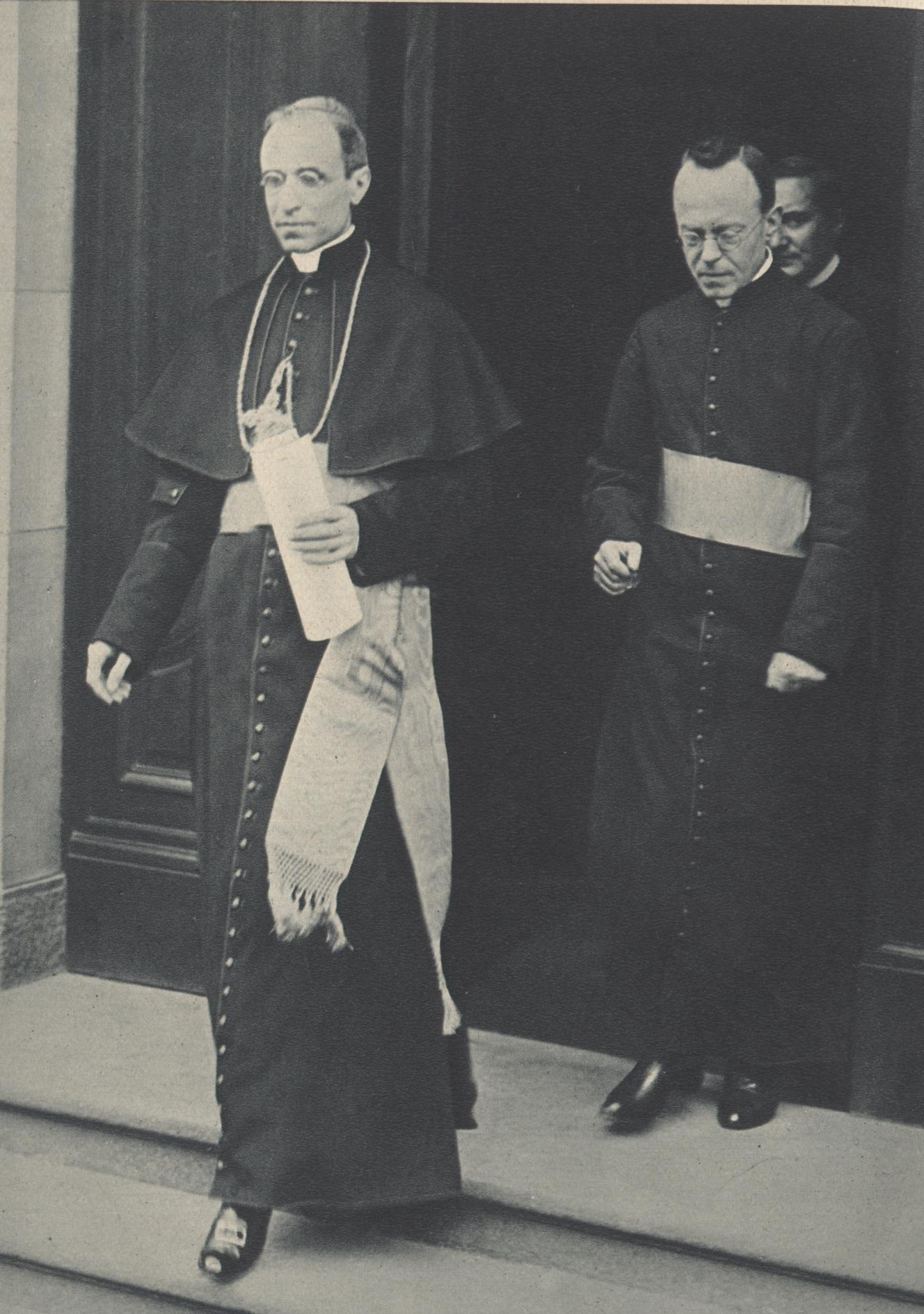
Роберт Ляйбер с Эудженио Пачелли будущим Папой Пием XII
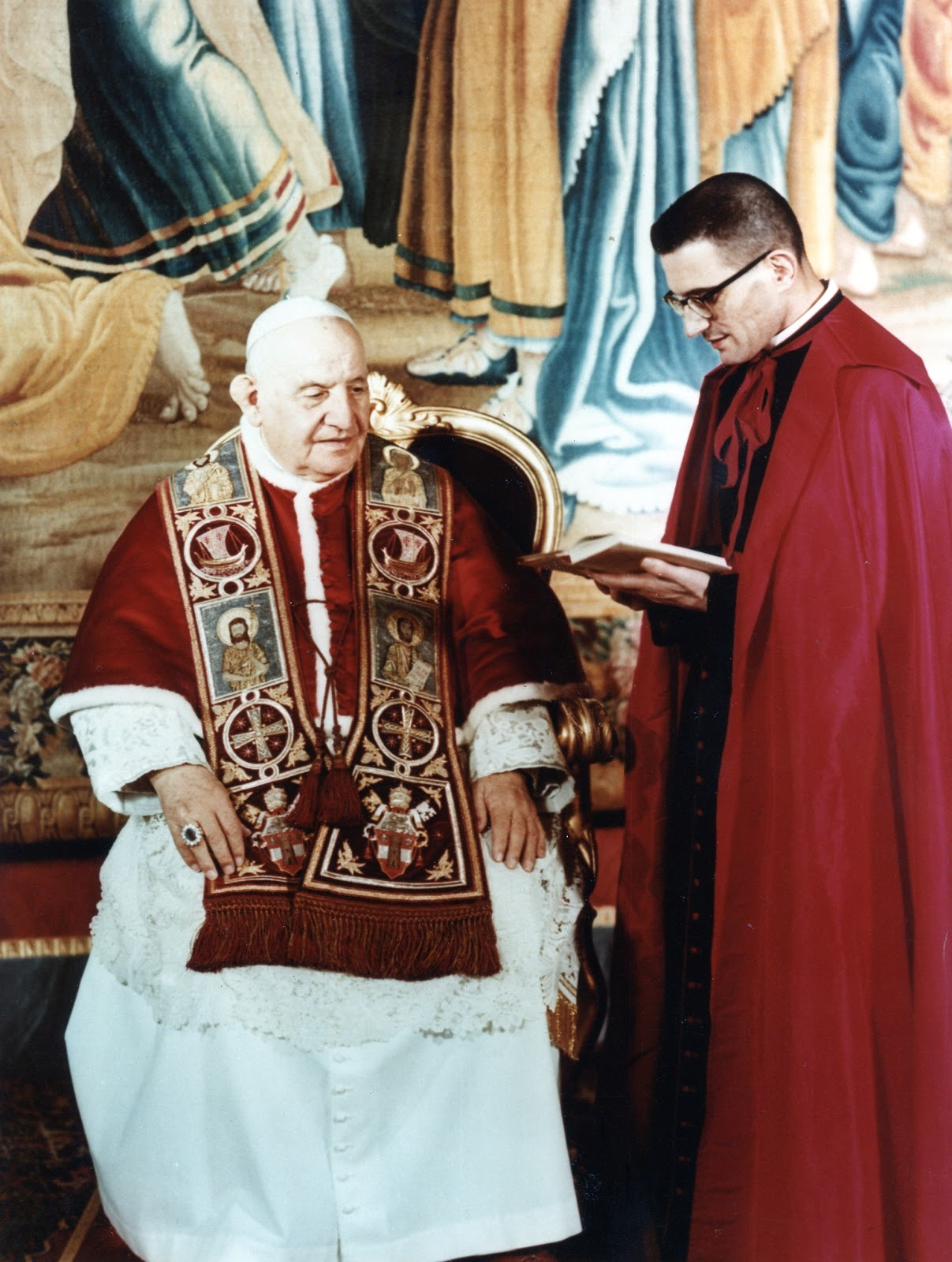
Лорис Франческо Каповилла с Папой Иоанном XXIII
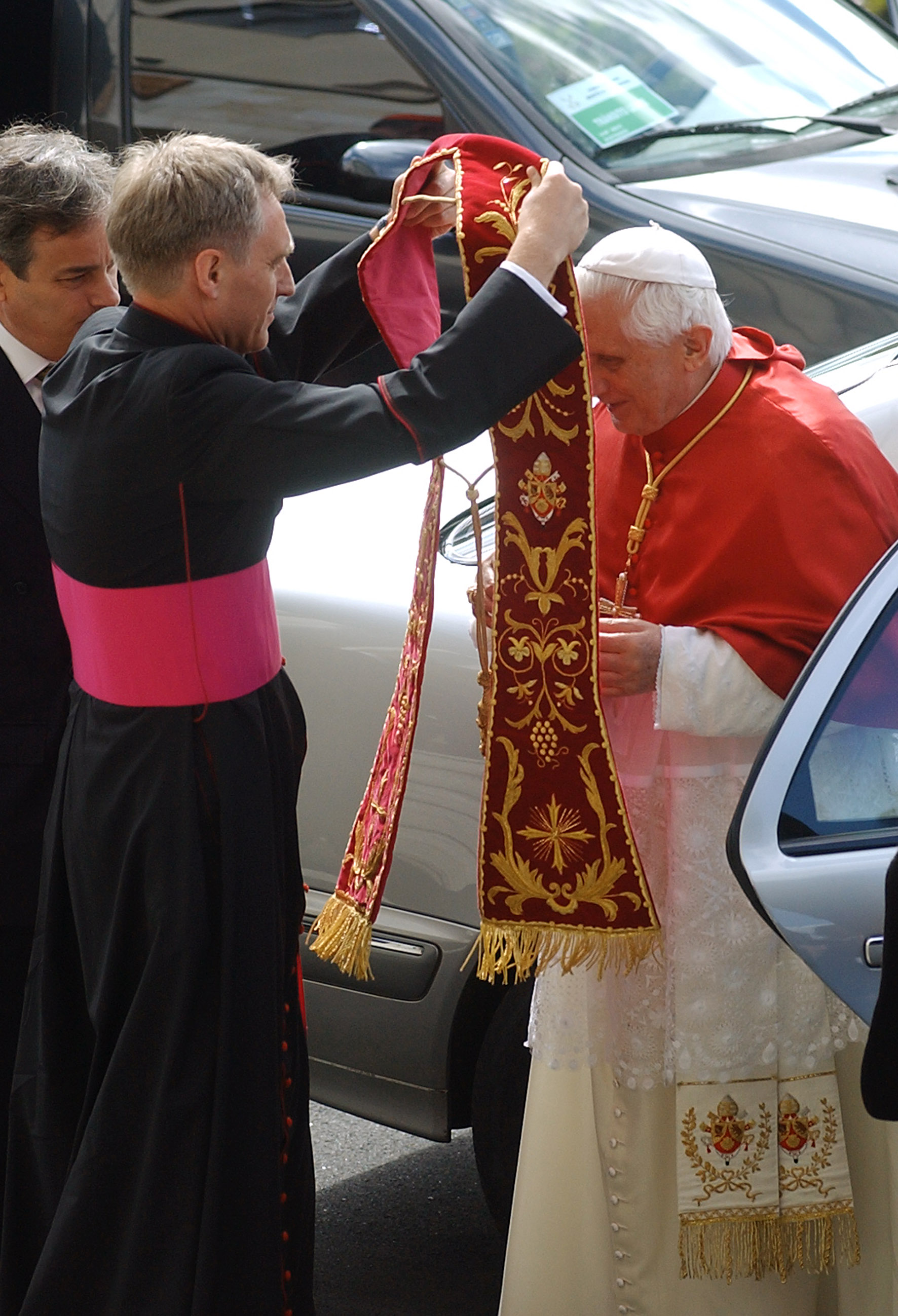
Георг Генсвайн с Папой Бенедиктом XVI